# Santana de Parnaíba
Santana de Parnaíba es una ciudad y municipio en el estado de São Paulo en Brasil. Es parte de la región metropolitana de São Paulo. La población es de 126,574 (est. 2015) en un área de 179.95 km². Fue fundada en 1625 cerca del río Tietê por Susana Dias.
Santana de Parnaíba y su Centro Histórico son conocidos por su arquitectura colonial portuguesa, con casas, mansiones, iglesias y monumentos históricos (muchos de los cuales fueron construidos con tierra apisonada y adobe) que datan del siglo XVII a. el siglo XIX, y la ciudad cuenta con el único conjunto arquitectónico conservado de origen colonial en la región metropolitana y uno de los más grandes del estado. Su riqueza y diversidad de edificaciones coloniales le valieron el reconocimiento del Consejo para la Defensa del Patrimonio Histórico, Arqueológico, Artístico y Turístico (CONDEPHAAT) y del Instituto Nacional del Patrimonio Histórico y Artístico (IPHAN), que catalogaron al Centro Histórico, con sus más de 1000 más de 209 dificultades.

## Historia

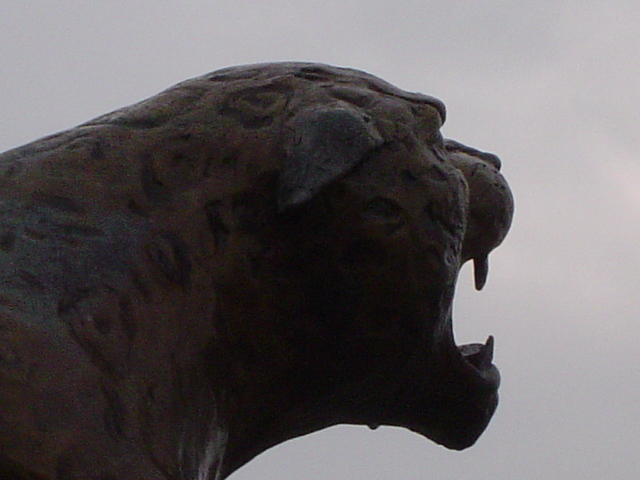
Jaguar - Monumento a los Bandeirantes.

En 1580, Susana Dias, nieta del jefe Tibiriçá, junto con su hijo, el capitán André Fernandes, fundó una granja a orillas del río Anhembi (actual río Tietê), al oeste de São Paulo, cerca de la cascada llamada "Parnaíba" (lugar de muchas islas).
Debido a su posición estratégica en el valle del río Tietê, se convirtió en el punto de partida de los bandeirantes (un grupo polémico de "piratas de tierra" o "exploradores") que se dirigían hacia el Oeste Paulista y a Mato Grosso. En 1625, el pueblo fue elevado al estado de "villa", con la creación correspondiente del municipio.
En el siglo XVIII, el pueblo entró en decadencia. El aislamiento geográfico del pueblo, causado por las cascadas del río Tietê y el relieve accidentado de su territorio, hizo que el pueblo no apareciera en las rutas comerciales y de colonización que conectaban a São Paulo con las ciudades nacientes de Jundiaí, Sorocaba e Itu.
En 1901, se inauguró la central hidroeléctrica Edgard de Sousa en el río Tietê, pero no fue suficiente para revitalizar la ciudad, que perdió gran parte de su territorio en sus antiguos distritos de Cajamar, Pirapora do Bom Jesus y Barueri a lo largo del siglo XX.
A partir de la década de 1980, el municipio ganó dinamismo económico, con la mejora de las conexiones viales con el resto del Gran São Paulo y el impulso provocado por la implementación de varios condominios residenciales, en particular el barrio exclusivo "Alphaville".

## Geografía

### Clima
El clima de la ciudad, como en toda la Región Metropolitana de São Paulo, es subtropical . Verano caluroso y lluvioso. Invierno relativamente frío y seco. La temperatura media anual es de alrededor de 20 °C, siendo el mes más frío julio (promedio 12 °C) y el más cálido febrero (promedio 23 °C). La precipitación anual es de alrededor de 1382 mm 
| Climograma de Santana de Parnaíba | Climograma de Santana de Parnaíba | Climograma de Santana de Parnaíba | Climograma de Santana de Parnaíba | Climograma de Santana de Parnaíba | Climograma de Santana de Parnaíba | Climograma de Santana de Parnaíba | Climograma de Santana de Parnaíba | Climograma de Santana de Parnaíba | Climograma de Santana de Parnaíba | Climograma de Santana de Parnaíba | Climograma de Santana de Parnaíba |
| --- | --------------------------------- | --------------------------------- | --------------------------------- | --------------------------------- | --------------------------------- | --------------------------------- | --------------------------------- | --------------------------------- | --------------------------------- | --------------------------------- | --------------------------------- |
| E | F                                 | M                                 | A                                 | M                                 | J                                 | J                                 | A                                 | S                                 | O                                 | N                                 | D                                 |
| 241 27 18 | 222 27 18                         | 156 27 17                         | 82 25 15                          | 64 23 13                          | 59 21 12                          | 42 21 11                          | 44 23 12                          | 74 23 13                          | 127 24 14                         | 128 25 16                         | 142 26 17                         |
| temperaturas en °C • totales de precipitación en mm |                                   |                                   |                                   |                                   |                                   |                                   |                                   |                                   |                                   |                                   |                                   |
| Conversión sistema imperial\| E \| F \| M \| A \| M \| J \| J \| A \| S \| O \| N \| D \| \| 9.5 81 64 \| 8.7 81 64 \| 6.1 81 63 \| 3.2 77 59 \| 2.5 73 55 \| 2.3 70 54 \| 1.7 70 52 \| 1.7 73 54 \| 2.9 73 55 \| 5 75 57 \| 5 77 61 \| 5.6 79 63 \| \| temperaturas en °F • totales de precipitación en pulgadas \| \| \| \| \| \| \| \| \| \| \| \| |                                   |                                   |                                   |                                   |                                   |                                   |                                   |                                   |                                   |                                   |                                   |
| E | F                                 | M                                 | A                                 | M                                 | J                                 | J                                 | A                                 | S                                 | O                                 | N                                 | D                                 |
| 9.5 81 64 | 8.7 81 64                         | 6.1 81 63                         | 3.2 77 59                         | 2.5 73 55                         | 2.3 70 54                         | 1.7 70 52                         | 1.7 73 54                         | 2.9 73 55                         | 5 75 57                           | 5 77 61                           | 5.6 79 63                         |
| temperaturas en °F • totales de precipitación en pulgadas |                                   |                                   |                                   |                                   |                                   |                                   |                                   |                                   |                                   |                                   |                                   |

### Medio ambiente
En 2019 el municipio declaró una política de preservación ambiental que propició la creación y mantenimiento de áreas de valor ecológico y ambiental, así como la defensa y preservación de la fauna y la flora.
En 2019 el sistema de alcantarillado atendía al 71.8% de los hogares, y la silvicultura urbana en las vías públicas llegaba al 58.4% de los hogares.

## Demografía
Según el IBGE, en 2018 la población estimada en Santana de Parnaíba pasó a ser de aproximadamente 136,517 habitantes. En el censo de 2010, la población era de 108,813 habitantes, con densidad demográfica de 604,74 habitantes/km².

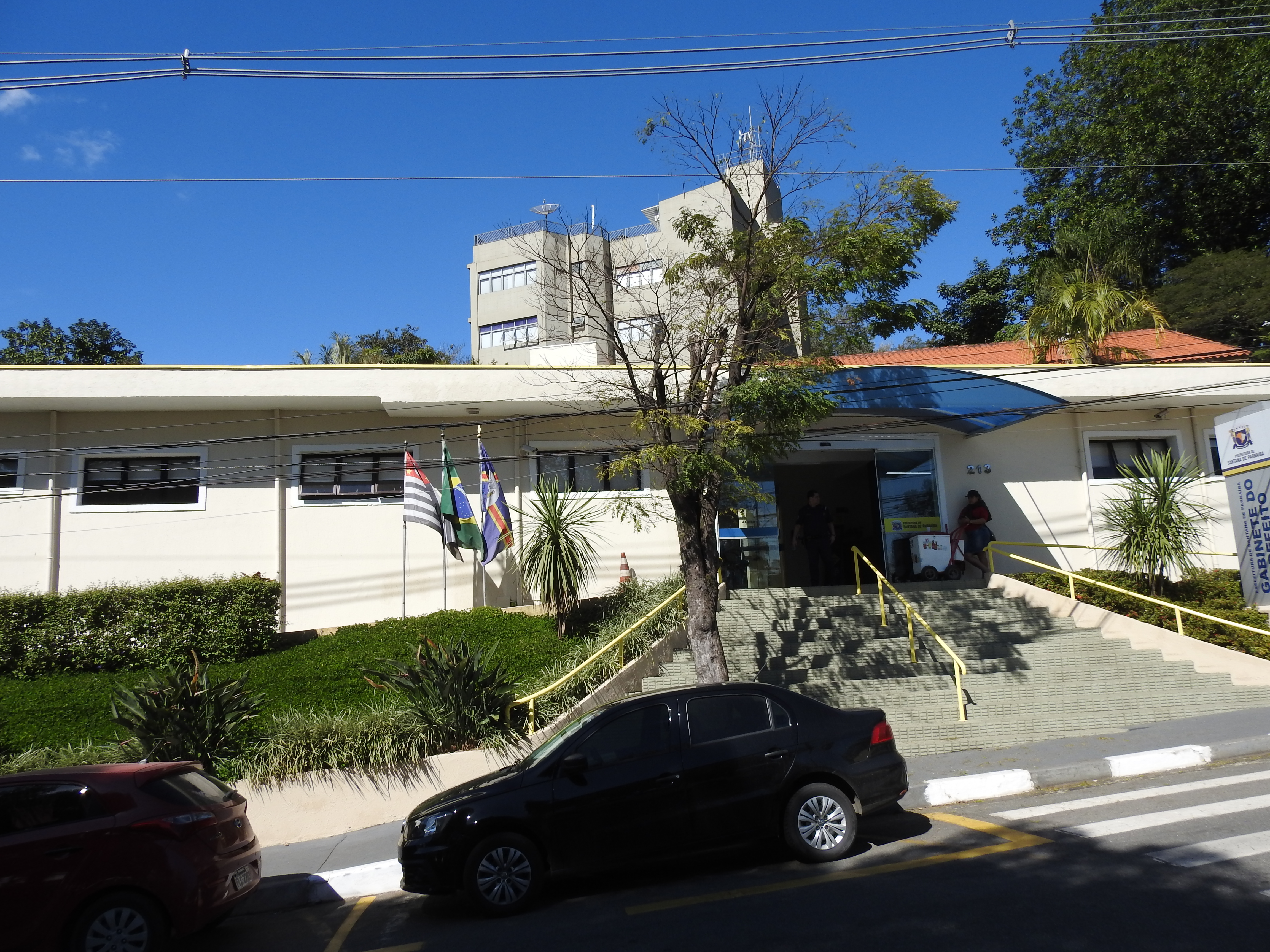
Sede del ayuntamiento.

La administración municipal está dada por el poder ejecutivo y el poder legislativo . El primero en gobernar el municipio fue José Pedroso de Oliveira Pinto, quien asumió el cargo de administrador en 1897.

## Economía
La economía de Santana de Parnaíba está vinculada al sector de servicios y comercio, especialmente en la región de Alphaville.
La actividad industrial se ubica en los barrios de Fazendinha y Tamboré.
El turismo se ha desarrollado en la ciudad, ayudado por el complejo colonial del centro histórico.

## Estructura urbana

### Comunicaciones
Las comunicaciones fueron atendidas por la compañía telefónica brasileña (CTB) hasta 1973, cuando comenzó a ser atendida por las telecomunicaciones de São Paulo (TELESP), la cual construyó una central telefónica. En 1998, esta empresa fue privatizada y vendida a Telefônica, y en 2012 adoptó la marca Vivo para sus operaciones de telefonía fija.
El centro de datos de Telefônica / Vivo se inauguró en 2012 en el barrio de Tamboré, en un edificio de 33,6 mil metros cuadrados, y alberga las operaciones de telefonía fija y móvil de la compañía en Brasil.

### Carreteras
- Carretera Romeiros (SP-312)
- Carretera de ecoturismo de Suru
- Teniente Marques Road
- Carretera Castelo Branco (SP-280)
- Carretera de circunvalación de Mario Covas (SP-021)

## Cultura

### Turismo
El complejo arquitectónico colonial del Centro Histórico tiene más de doscientas casas y edificios que datan de los siglos XVII y XVIII, especialmente la Iglesia Madre de Sant'Ana. Es el complejo colonial más grande del estado de São Paulo.
En el Circuito dos Alambiques es posible conocer el proceso de fabricación de la artesanía de cachaça.
La ciudad promueve festivales populares que atraen a una gran cantidad de turistas, el carnaval de la ciudad es bien conocido y atrae a personas de diversas regiones.

Cada año, la Secretaría Municipal de Cultura y Turismo promueve el Drama de la Pasión de Cristo, reconocido a nivel nacional. La obra se representa en las orillas del río Tietê, cerca de la presa Edgard de Sousa, por actores de la ciudad. 

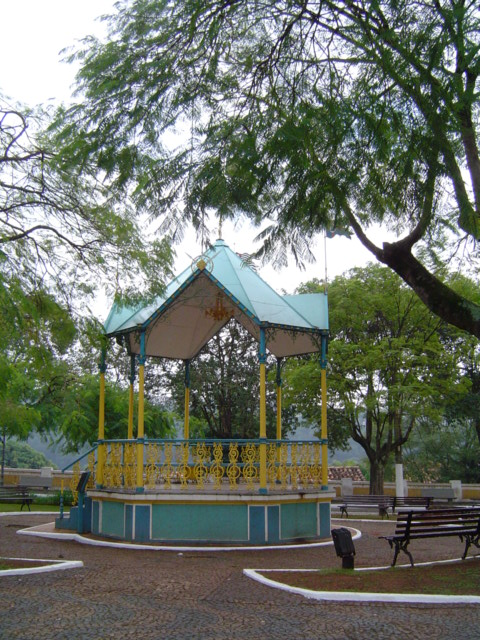
Bandstand cuadrado de la matriz.
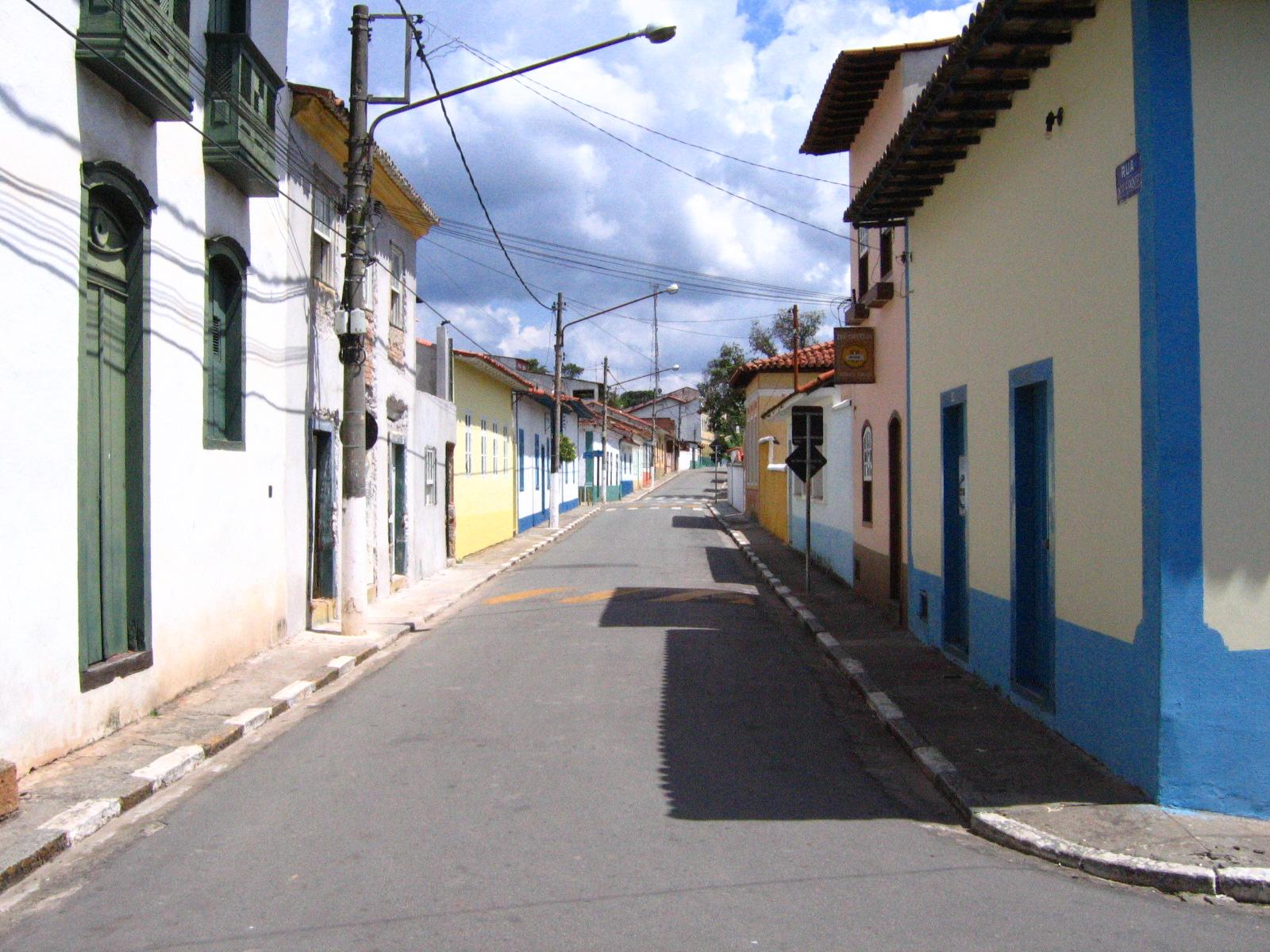
Centro histórico.
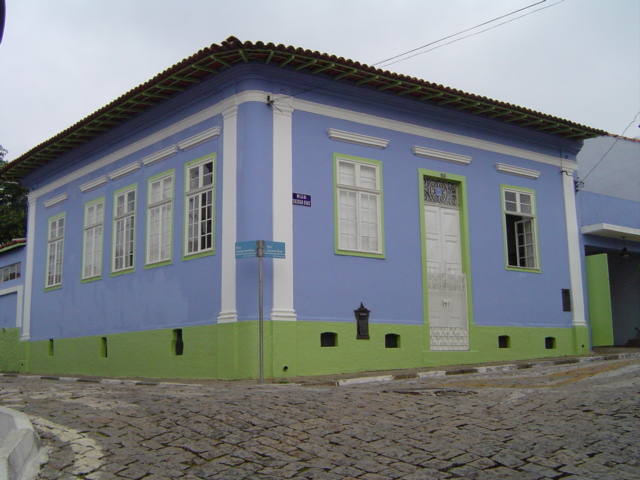
Carretera paralelepípeda.
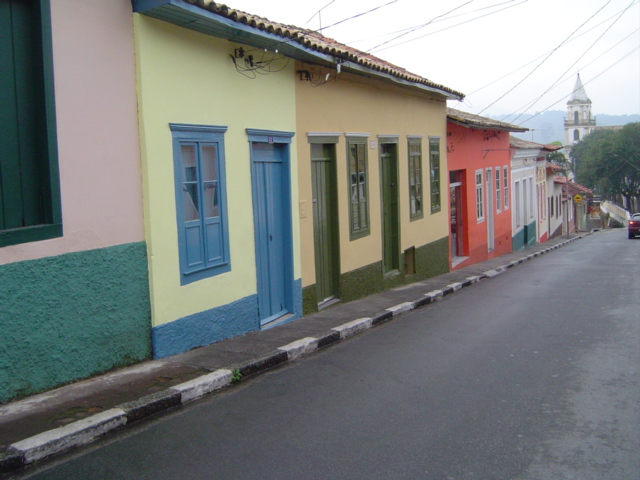
Casas de barro de mortero

### Edificios históricos
- Centro histórico[13]
- Capilla Nuestra Señora de la Concepción, Morro do Voturuna (1687)
- Casa Anhanguera Museo Histórico y Pedagógico, Plaza Matriz, 9 (principios del siglo XVIII)
- Casa de Cultura Monseñor Paulo Florencio da Silveira Camargo, Sobrado do Anhanguera, Plaza Matriz, siglos XIX y XXI (siglo XVIII)
- Morro do Voturuna, en la carretera Capela Velha
- Higuera centenaria entre el puente sobre el río Tietê y el centro histórico
- Mayor's Hill
- Capilla de Suru en Suru Road

### Días feriados
El calendario del municipio prevé los siguientes días festivos: 
| Nombre                            | Fecha                                          | Nota |
| --------------------------------- | ---------------------------------------------- | --- |
| Viernes de pasión                 | Viernes antes del domingo de Pascua            | El Viernes Santo es el día en que se celebra la muerte de Jesucristo .                                       |
| Corpus Cristi                     | Celebrado anualmente 60 días después de Pascua | Celebración religiosa de la Iglesia Católica que tiene como objetivo celebrar el misterio de la Eucaristía . |
| Santa ana                         | 26 de julio                                    | Patrona del municipio.                                                                                       |
| Cumpleaños de Santana de Parnaíba | 14 de noviembre                                | Fecha de fundación de la ciudad.                                                                             |

La Pascua es un festival religioso móvil que generalmente tiene lugar entre el 22 de marzo y el 25 de abril.

### Trabajos académicos
- Bastos, Flávia da Cunha (2008). Gestão democrática e política municipal de esporte: o caso de Santana de Parnaíba. Universidade de São Paulo. Biblioteca Digital Brasileira de Teses e Dissertações (BDTD) Archivado el 15 de agosto de 2019 en Wayback Machine. versão digital
- Boscolo, Dulcineia (2007). Projetos de estudo do meio em escolas públicas em Santana de Parnaíba - SP. Universidade de São Paulo, Geografia.  Biblioteca Digital Brasileira de Teses e Dissertações (BDTD) Archivado el 15 de agosto de 2019 en Wayback Machine. versão digital
- Góis, Cláudia Cristina (2018). Reabilitação/readaptação profissional da prática à teoria: atuação do Serviço Social. Pontifícia Universidade Católica de São Paulo, 	Faculdade de Ciências Sociais . Biblioteca Digital Brasileira de Teses e Dissertações (BDTD) Archivado el 15 de agosto de 2019 en Wayback Machine. versão digital
- Guanteli, Mauro Teixeira (2012). Residências em Alphaville nos municípios de Barueri e Santana de Parnaíba Universidade de São Paulo, Faculdade de Arquitetura e Urbanismo. versão digital
- Leanza, Deborah D'Almeida (2000). Entre a norma e o desejo : os filhos ilegitimos na sucessão patrimonial (Vilas de São Paulo e Santana de Parnaiba sec. XVII). Universidade Estadual de Campinas, Instituto de Filosofia e Ciências Humanas. Biblioteca Digital Brasileira de Teses e Dissertações (BDTD) Archivado el 15 de agosto de 2019 en Wayback Machine. versão digital Archivado el 15 de agosto de 2019 en Wayback Machine.
- Manzatti, Marcelo Simon (2005). Samba paulista: do centro cafeeiro a periferia do centro. Pontifícia Universidade Católica de São Paulo. versão digital
- Morgado, Naira Iracema Monteiro (1987). O espaço e a memória : Santana de Parnaiba. Universidade Estadual de Campinas, Instituto de Filosofia e Ciências Humanas.  Biblioteca Digital Brasileira de Teses e Dissertações (BDTD) Archivado el 15 de agosto de 2019 en Wayback Machine. versão digital Archivado el 15 de agosto de 2019 en Wayback Machine.
- Mota, Camila (2007). Edição de documentos oitocentistas e estudo da variedade lingüística em Santana do Parnaíba. Universidade de São Paulo, Faculdade de Filosofia, Letras e Ciências Humanas. Biblioteca Digital USP versão digital
- Rodrigues, Jailton Aparecido (2013). Pontifícia Universidade Católica de São Paulo. Biblioteca Digital PUC versão digital
- Schunk, Rafael (2013). Frei Agostinho de Jesus e as tradições da imaginária colonial brasileira Séculos XVI - XVII. Universidade Estadual Paulista. Repositório UNESP versão digital
- Yade, Juliana de Souza Mavoungou (2015). Vozes e territorialidades no pós-abolição: histórias de famílias e resistência identitária – O caso do Cururuquara. Universidade Federal do Ceará.Biblioteca Digital Brasileira de Teses e Dissertações (BDTD) versão digital